# Struktura porfirowata
Struktura porfirowata – struktura skały charakteryzująca się występowaniem różnych populacji (klas) składników mineralnych różniących się wielkością. Część minerałów występuje w postaci dużych wyraźnych fenokryształów, pozostałe tworzą bardziej drobnokrystaliczną masę skalną, jednak w odróżnieniu od struktury porfirowej nie ma tu tak wyraźnego podziału na dwie frakcje wielkościowe (fenokryształy i ciasto skalne)- kryształy tła skalnego mają różne wielkości, niektóre z nich zbliżają się wymiarami do fenokryształów. 
Charakterystyczna dla skał magmowych głębinowych.